# ایالتی (فیلم)
ایالتی (به انگلیسی: Stateside) فیلمی محصول سال ۲۰۰۴ و به کارگردانی رورج آنسلمو است. در این فیلم بازیگرانی همچون ریچل لی کوک، جاناتان توکر، اگنس بروکنر، وال کیلمر، جو مانتگنا، کری فیشر، دایان ونورا، اد بیگلی. جی آر، دنیل فرانزیز، پال له مت و پنی مارشال ایفای نقش کرده‌اند.